# オーランド諸島の警察
オーランド諸島の警察（オーランドしょとうのけいさつ）について解説する。オーランド諸島は、フィンランドの自治領であるが、歴史的経緯により非武装地帯であり、広範な自治権を有する。
オーランド諸島政府は、フィンランド本土とは別個に行政権・立法権を有する。そのため、警察についても、オーランド諸島政府(Landskapsregering)捜査局の管轄となっている。
ただし、警察官の制服やパトカーの塗装は、本土と同じであり、警察官の教育・訓練も本土の学校で行われる。